# Hanna Eriksson (simmare)
Hanna Eriksson, född 18 september 1984 i Södertälje i Sverige, är en före detta svensk simmare. 
Hon började simma som sexåring för Södertälje SS. Har vunnit ett antal SM-medaljer.  Den största prestationen är EM-silvret i Trieste 2005. Eriksson avslutade sin aktiva karriär 2009.